# Пилипець Іван Васильович
Іван Васильович Пилипець (нар. 12 серпня 1982, с. Боронява, нині Україна) — український співак. Переможець шоу «Караоке на майдані» (2004), півфіналіст 5-го сезону шоу «Голос країни». Заслужений артист України (2018).

## Життєпис
Іван Пилипець 12 серпня 1982 року у селі Боронявій, нині Хустської громади Хустського району Закарпатської области України.
Закінчив Ужгородське музичне училище ім. Д. Задора (2003), факультет музичного мистецтва Київського національного університету культури і мистецтв (2006). Організатор благодійних та авторських концертів (від 2005).

## Альбоми
- «Ластівка» (2005),
- «Зачарована» (2007),
- «Карпатський чардаш» (2016)
- «Гудакова» (2019)